# Juanito Valderrama

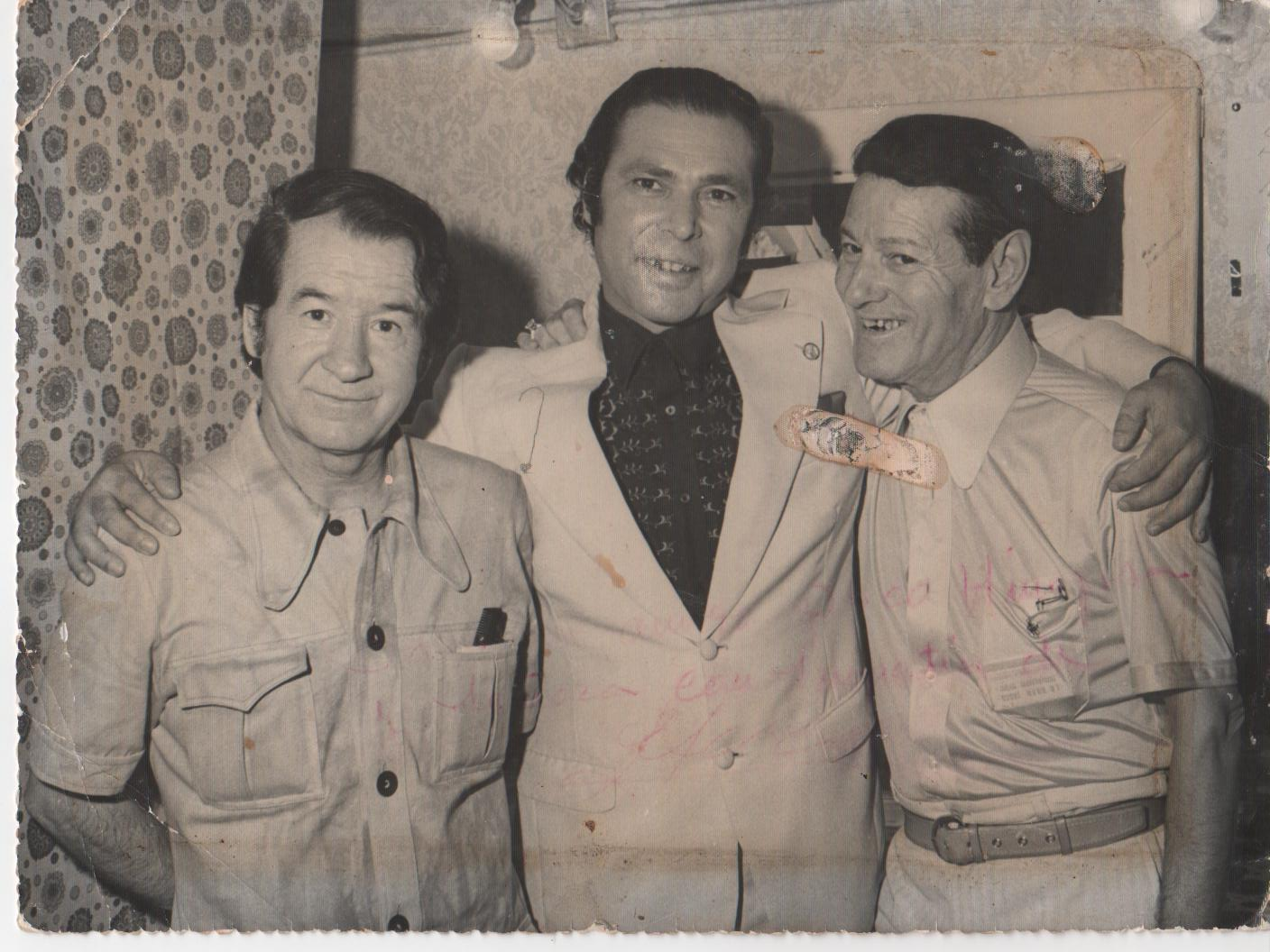
Von links nach rechts: Juanito Valderrama, Juan el de la Vara und Pepe Marchena

Juan Valderrama Blanca, genannt Juanito Valderrama (* 24. Mai 1916 in Torredelcampo, Provinz Jaén, Spanien; † 12. April 2004, Espartinas, Provinz Sevilla), war ein spanischer copla andaluza und Flamencosänger und Songschreiber. Er ist Autor zahlreicher Klassiker der copla andaluza, wie dem Lied El Emigrante (eine Hommage an die Auswanderer bzw. Franco-Flüchtlinge während des spanischen Bürgerkrieges), La primera comunión und De polizón und hat über 700 Titel eingespielt. Er ist der Vater des Pop-Flamenco-Sängers Juan Antonio Valderrama Abril, bekannt auch als Valderrama.

## Biographie
Juan Valderrama Blanca (alias Juanito Valderrama) wurde in einer Familie von Landwirten großgezogen, wo er als Kind bei der Feldarbeit den Flamenco kennenlernte und eine Leidenschaft für diese Musik entwickelte. Seinen ersten Auftritt hatte er 1935 im Cine Metropolitano von Madrid.
Er nahm am spanischen Bürgerkrieg auf der Seite der Republikaner teil und wurde im Kampf verwundet. Zu Kriegsende war er bereits bekannt für seine Aufnahmen und gründete seine eigene Band.
Seine Musikaufführungen (Coplas y amores, Bronce y sol, Mi vida es cante) im Stil der Ópera Flamenca waren große, die Zuhörer begeisternde, aber von den Kritikern als zu gefällige angesehene Spektakel. Einen seiner letzten Auftritte hatte Valderrama im August 2000 auf dem Festival Cante de las Mina de La Unión.
Er hat drei Kinder aus erster Ehe (bis 1979) und zwei Kinder aus der zweiten Ehe (seit 1981) mit der Flamenco-Sängerin Dolores Abril. Am 12. April 2004 starb er in seinem Haus in Espartinas an den Folgen eines Herzinfarkts.

## Zusammenarbeit
Mit Dolores Jiménez Alcántara, „La Niña de la Puebla“, arbeitete er seit 1934 zusammen und trat mit seiner späteren Frau Dolores Abril in mehreren Filmen jahrzehntelang als Duopartner auf. Er hat unter anderen mit Fosforito, El Güito, Pepe Pinto, Curro de Utrera, La Niña de los Peines, Juanito Mojama, Aurora Pavón, Manolo Caracol und Camarón de la Isla zusammengearbeitet.

## Filmografie
Juanito Valderrama ist in sieben Filmen als Sänger zu sehen, El rey de la carretera (1956), El emigrante (1959), Gitana (1965); De barro y oro (1966); La niña del patio (1966); Flash 03 (1967) und El Padre Coplillas (1968). Oft war auch Dolores Abril als Sängerin mit von der Partie.

## Diskografie (Auswahl)
- 2001 Don Juan
- 2002 Juanito Valderrama (2 CD - Best Of)
- 2004 Adiós, mi España querida (2 CD - Best Of)